# Catalina y Sebastián
A Catalina y Sebastián egy mexikói televíziós sorozat a TV Aztecától, amely 1999. március 8-án került adásba. Főszereplői: Silvia Navarro és Sergio Basáñez . A sorozatot Magyarországon nem mutatták be.

## Történet
|  | Alább a cselekmény részletei következnek! |

Catalinát elhagyja szerelme, Eduardo a nála idősebb Silviáért és annak vagyonáért. Catalina csalódottságában úgy dönt, hogy ezentúl neki is csak a pénz fog számítani. Családja rengeteg adósságot halmozott fel, ezért abban bíznak, hogy Catalina házassága révén megmenekülnek a szegénységtől. Sebastián, a gazdag földbirtokos Don Lupe fia, beleszeret Catalinába és feleségül veszi, de a lányt csak a pénze érdekli. Sebastián szeretné kideríteni, hogy Catalina valóban szereti-e őt, vagy csak a pénze kell neki. Elhiteti vele, hogy ő nem a tulajdonos fia, hanem csak a birtok vezetője és valójában szegény. Catalina csalódik Sebastiánban, de a férfi nem hajlanó elválni. Kénytelen a házába költözni és vele élni. Lassanként Catalina beleszeret Sebastiánba és eljutnak arra a pontra, hogy már nem számít, hogy a férje csak egy szegény munkás, ... de már túl késő. Sebastián bevallja az igazat és el akar válni. A helyzetet bonyolítja, hogy Carmelo a birtokvezető el akarja foglalni Sebastián helyét. Úgy hiszi, hogy ő Don Lupe házasságon kívül született fia. Carmelo megszerzi a Mendoza-vagyont és csak akkor hajlandó visszaadni Sebastiánnak, ha Catalina hozzámegy feleségül.
|  | Itt a vége a cselekmény részletezésének! |

## Szereplők

### Főszereplők
| Színész(nő)         | Szerep                       | Megjegyzés                                                            |
| ------------------- | ---------------------------- | --------------------------------------------------------------------- |
| Silvia Navarro      | Catalina Negrete             | Adela és Gustavo lánya, Ricardo és Luisa testvére, Sebastián felesége |
| Sergio Basáñez      | Sebastián Mendoza Rivas      | Don Lupe fia, Martina testvére, Catalina férje                        |
| Claudia Islas       | Adela de Negrete             | Gustavo felesége, Catalina, Ricardo és Luisa édesanyja                |
| Segio Klainer       | Gustavo Negrete              | Adela férje, Catalina, Ricardo és Luisa édesapja                      |
| Alberto Mayagoitia  | Carmelo 'El capataz'         | Birtokvezető, Lupe és Antonieta fia                                   |
| María Rebeca        | Emilia                       |                                                                       |
| Christián Cataldi   | Eduardo 'Lalo' Guzmán Vargas | Catalina barátja, Silvia szeretője/férje                              |
| Pilar Souza         | Jozefa                       |                                                                       |
| Fidel Garriga       | Guadalupe 'Lupe' Mendoza     | Sebastián, Martina és Carmelo édesapja                                |
| Lili Blanco         | Alicia                       | Catalina barátnője                                                    |
| Kenia Gascón        | Silvia Muñoz Roca            | Milliomos, Edurdo szeretője/felesége                                  |
| Ranferi Negrete     | Ramiro                       | Sebastián barátja                                                     |
| Ninel Conde         | Patricia 'Paty'              | Silvia barátnője                                                      |
| Alejandra Lazcano   | Martina Mendoza              | Don Lupe lánya, Sebastián testvére                                    |
| Géraldine Bazán     | Luisa Negrete                | Adela és Gustavo lánya, Catalina és Ricardo testvére                  |
| Eduardo Schillinsky | Ricardo Negrete              | Adela és Gustavo fia, Catalina és Luisa testvére                      |
| Ramiro Orci         |                              |                                                                       |
| Alma Martínez       |                              |                                                                       |
| Antonio De Carlo    | Jerónimo                     | Pap                                                                   |
| César Riveros       | Luis                         |                                                                       |
| Aracelia Chavira    | Petra                        |                                                                       |
| Patricia Conde      | La Kikis                     |                                                                       |
| Regina Torné        | Antonieta                    | Carmelo édesanyja                                                     |
| Jorge Luis Pila     | Antonio Pérez                | Joaquína és Margarito fia                                             |
| Lissete Salazar     | Jéssica                      | Chucho unokája                                                        |
| Mauricio Ferrari    | Chucho                       | Közjegyző, Jéssica nagyapja                                           |
| Evangelina Martínez | Josefa                       |                                                                       |
| Enrique Becker      | Demetrio                     | Pap                                                                   |
| Nerina Ferré        |                              |                                                                       |

### Vendég- és mellékszereplők
| Színész(nő)    | Szerep   | Megjegyzés                            |
| -------------- | -------- | ------------------------------------- |
| Betty Monroe   |          | Műsorvezető                           |
| Dunia Salvidar | Joaquína | Margarito felesége, Antonio édesanyja |
| Hugo Ateo      | Macario  |                                       |
| Manuel Cepeda  |          | Ügyvéd                                |

## DVD kiadás
- Stúdió: Lionsgate
- Megjelenés: 2008. augusztus 5.
- Régiókód: 1, 2, 3, 4, 5, 6
- Játékidő: 480 perc
- Lemezek száma: 3
- Epizódok száma: 8
- Kép: színes, NTSC
- Képformátum: 1.33:1 (4:3)
- Nyelv: spanyol

## Fordítás
- Ez a szócikk részben vagy egészben  a   Catalina y Sebastián című spanyol Wikipédia-szócikk fordításán alapul.  Az eredeti cikk szerkesztőit annak laptörténete sorolja fel. Ez a jelzés csupán a megfogalmazás eredetét és a szerzői jogokat jelzi, nem szolgál a cikkben szereplő információk forrásmegjelöléseként.